# Crime à distância
Crime à distância é um conceito do Direito penal criado para dirimir dificuldades quanto a aplicação da norma penal no espaço e delimitação de competência para ação penal, esta modalidade de crime exige o envolvimento territorial de mais de uma nação pelo agente causador do resultado.
É quando a prática dos atos executórios são realizados em uma dada nação/país e o resultado se dá em outra nação/país.
É o exemplo de um ofensor que, na Argentina, envia uma carta bomba para um ofendido Brasileiro. Por mais que os atos executórios tenham sido realizado naquele país (Argentina), o resultado se consumou neste (Brasil).
Assim, sendo certo que haveria dificuldade na adoção tanto da teoria da ação, em que competente é o território em que os atos executórios tenham sido realizados, bem como da teoria do resultado, em que é competente o território no qual o resultado se consumou, houve a adoção da teoria da ubiqüidade nesta modalidade de crime.
Afirma esta teoria, que é competente para o oferecimento da ação penal tanto o local dos atos executórios ou omissivos, como o local do resultado.